# 蓋利岑山
46°41′36″N 13°54′57″E / 46.69333°N 13.91583°E

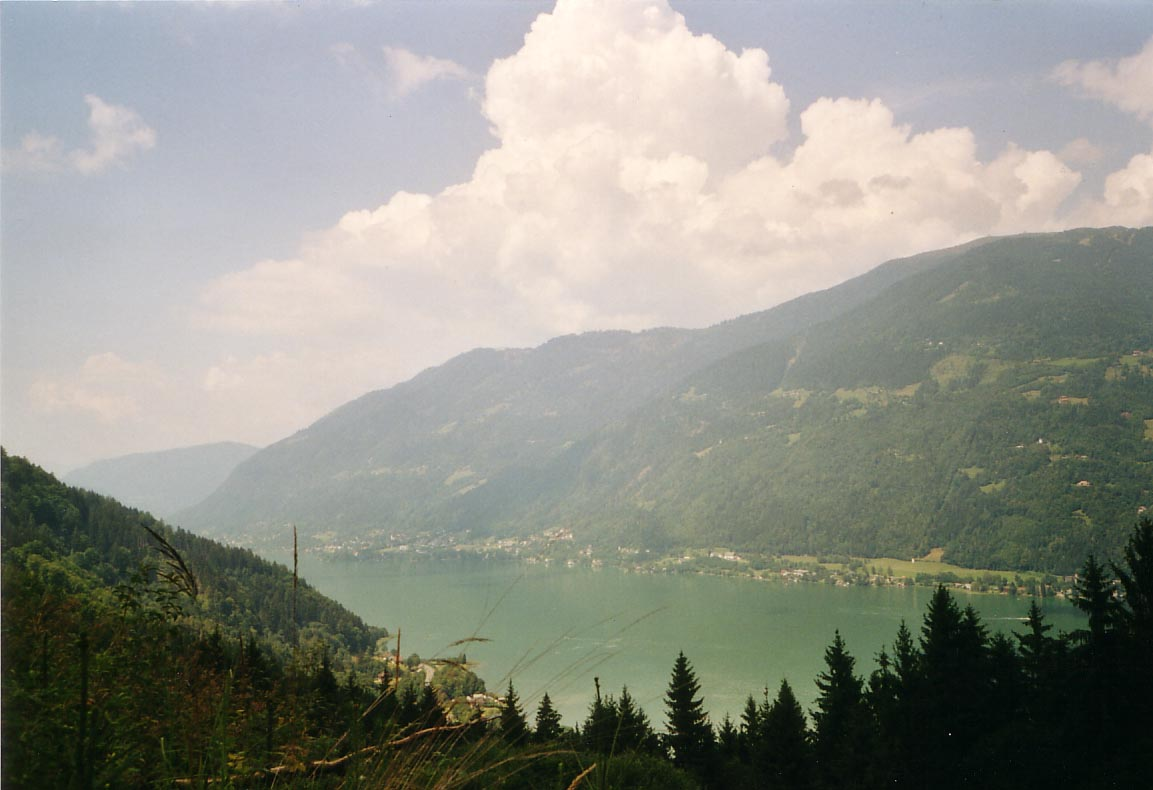

蓋利岑山（德語：Gerlitzen），是奧地利的山峰，位於該國南部，由克恩頓州負責管轄，屬於諾克山脈的一部分，距離沃拉訥諾克山10公里，海拔高度1,909米，每年平均降雨量2,511毫米。